# Wehha de Estanglia

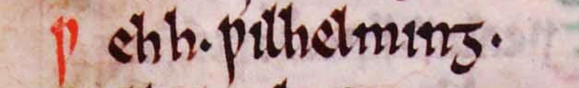
Fotografía de parte de un manuscrito del siglo XII.

Wehha (muerto c. 571) fue el primer rey de Anglia Oriental, uno de los antiguos reinos anglosajones de la actual Inglaterra, en el siglo VI. Posiblemente Wehha formó el reino tras unir a los pueblos que habitaban el norte (Norfolk) y sur (Suffolk) de la región. 
Fue padre de Wuffa, su sucesor. Los miembros de familia real de Anglia Oriental, recordando a su ancestro, se denominaron a sí mismos como los Wuffinga (The Wuffings). Sin pruebas concluyentes, se ha querido identificar a su bisnieto Raedwald con el personaje para el que fue realizado, a principios del siglo VII, el barco funerario de Sutton Hoo (Woodbridge, Suffolk).
Su genealogía mítica lo ha hecho ser hijo de Guillermo, hijo de Hryp, hijo de Hroðmund, hijo de Trygil, hijo de Tyttman, hijo de Caser, hijo de Woden.
| Predecesor: ??? | Rey de Reino de Estanglia ??? – ¿571? | Sucesor: Wuffa de Estanglia |